# Jan Jerzy Schwabe

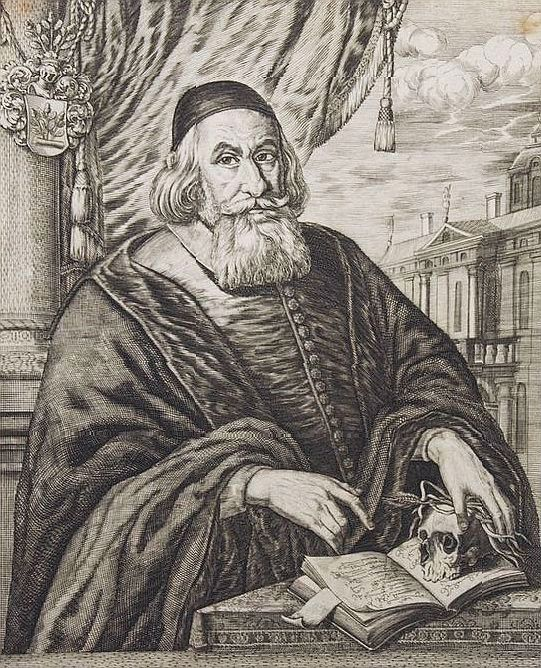
Jan Jerzy Schwabe

Jan Jerzy Schwabe, niem. Johann Georg Schwabe (ur. 1588, zm. 1660) – medyk i fizyk gdański; notowany w 1618 roku. Pochowany w bazylice Najświętszej Marii Panny w Gdańsku; w rok po pogrzebie wydrukowano kazanie pastora Dilingera, wygłoszone na pogrzebie Schwabego; do druku dołączona była podobizna zmarłego autorstwa Johanna Bensheimera wg wzoru J. S. Emmela.